# Infanterie-Regiment „von Goeben“ (2. Rheinisches) Nr. 28

Soldaten des Regiments in Koblenz (1910)

Das Infanterie-Regiment „von Goeben“ (2. Rheinisches) Nr. 28 war ein Infanterieverband der Preußischen Armee.

## Namen
Das Regiment, dessen Anfänge auf das Jahr 1672 zurückgehen, wurde am 5. Dezember 1813 im Generalgouvernement Berg als 1. Infanterie-Regiment errichtet und am 25. März 1815 als 28. Infanterie-Regiment in die Preußische Armee übernommen. Vom 5. November 1816 bis 1823 führte es die Bezeichnung 28. Infanterie-Regiment (2. Rheinisches).
- 10. März 1826–1860: 28. Infanterie-Regiment
- 4. Juli 1860–1889: 2. Rheinisches Infanterie-Regiment Nr. 28.

Am 27. Januar 1889 wurde das Regiment nach dem preußischen General August Karl von Goeben benannt und trug nun bis zu seiner Auflösung am 12. Dezember 1918 in Neuenkirchen bei Osnabrück die Bezeichnung Infanterie-Regiment „von Goeben“ (2. Rheinisches) Nr. 28.

## Garnisonen
Erstmals 1820–23 lag das Regiment in Koblenz und Ehrenbreitstein, dann erneut 1831–32 und 1839 (auf der Feste oder Festung Ehrenbreitstein), 1851–60 in Koblenz und 1859 auf der Feste Ehrenbreitstein. Von 1877 bis zum Kriegsbeginn 1914 befand sich das Regiment mit:
- dem I. Bataillon in der Fachwerkkaserne auf dem Asterstein
- dem II. Bataillon  in der Bubenheimer Flesche, der Neuendorfer Flesche, der Feste Franz und der Neuendorfer Feldkaserne
- dem III. Bataillon auf dem Oberehrenbreitstein, dem Hornwerk (nur 12. Kompanie) und dem Vorwerk Helffenstein.

Die für eine Zusammenlegung des Regiments im Jahre 1913 geplanten und genehmigten Kasernenbauten (Infanteriekaserne) in der Steinstraße in Koblenz-Rauental waren bei Kriegsbeginn 1914 noch nicht fertiggestellt. Die Inbetriebnahme war ursprünglich für Herbst 1915 geplant.
Von diesen Kasernenbauten sind noch vorhanden und waren vorgesehen:
- Ein Mannschaftshaus für das I. Bataillons in der Scharnhorststraße (jetzt Wohnhaus)
- Das Wirtschaftsgebäude für das I. Bataillons in der Steinstraße (jetzt Grundschule)
- Ein Mannschaftshaus (jetzt Wohnhaus), das Wirtschaftsgebäude und das Wachgebäude (jetzt Landesuntersuchungsamt Rheinland-Pfalz)  für das II. Bataillon in der Blücherstraße

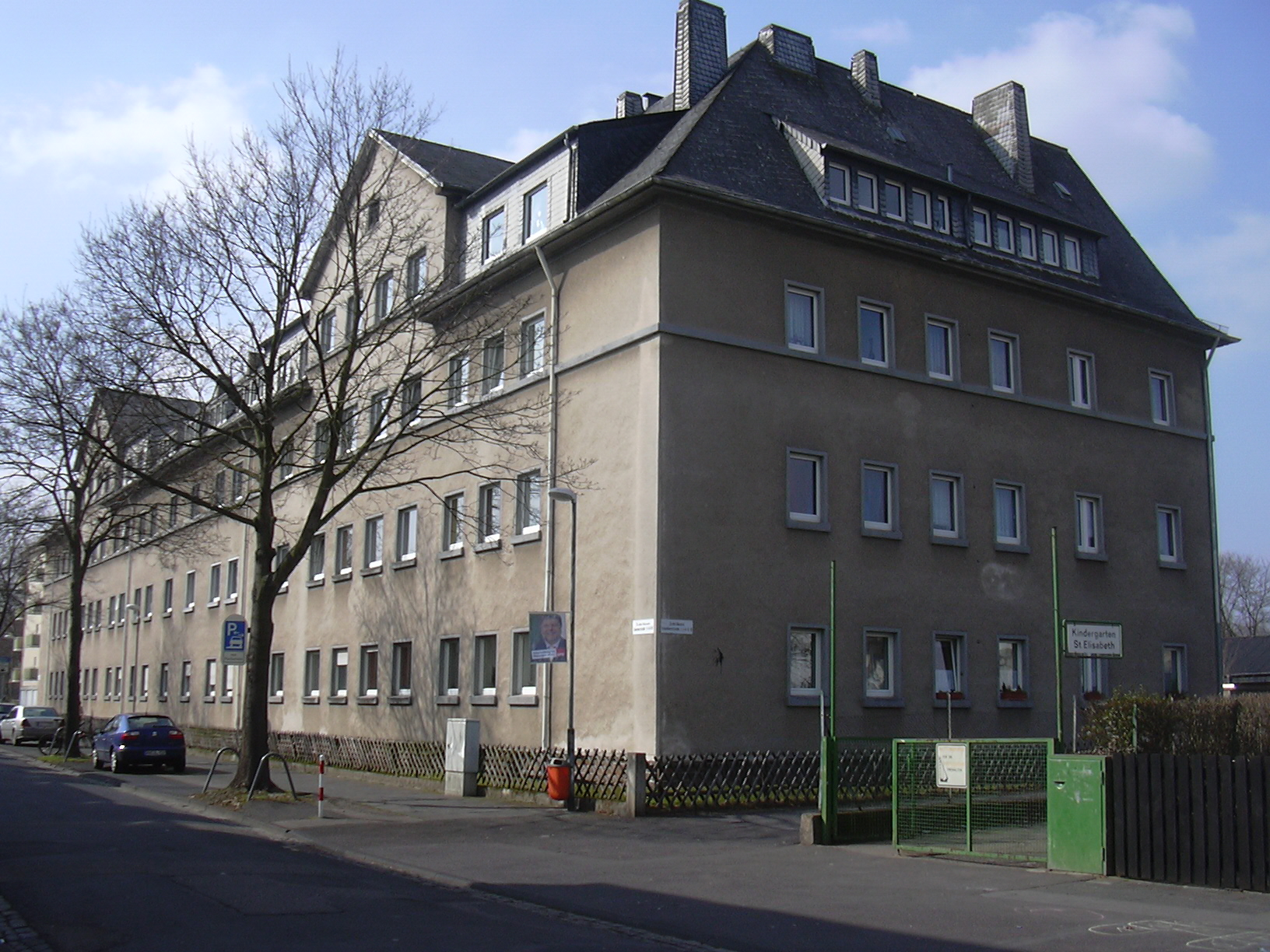
Vorgesehenes Mannschaftshaus des I. Bataillons in der Scharnhorststraße

Die restlichen Bauten wurden bei Bombenangriffen zerstört, bzw. zu Beginn des 21. Jahrhunderts abgebrochen.
Es gehörte zur Stammbesatzung der preußischen Garnison Koblenz und Ehrenbreitstein und war dort bis 1914 als Teil der 30. Infanterie-Brigade stationiert.

## Gefechtskalender

### Freiheitskriege
- 1814 --- Scheinangriff auf Köln und Einschließung von Mainz
- 1815 --- Gefechte bei Couillet und Gilly, Schlachten bei Ligny und Belle Alliance, Gefechte bei Villers-Cotterets, Banves und Issy, Einschließung von Laon.

### Badische Revolution
Teilnahme des I. Bataillons beim Detachement Brandenstein und des Füsilier-Bataillons bei der 1. Division des I. Armee-Korps; Besetzung und Beschießung von Ludwigshafen, Gefechte bei Waghäusel und Durlach, Erkundung gegen Muggensturm, Gefechte bei Bischweier und Kuppenheim, Verfolgungsgefecht bei Iffezheim.

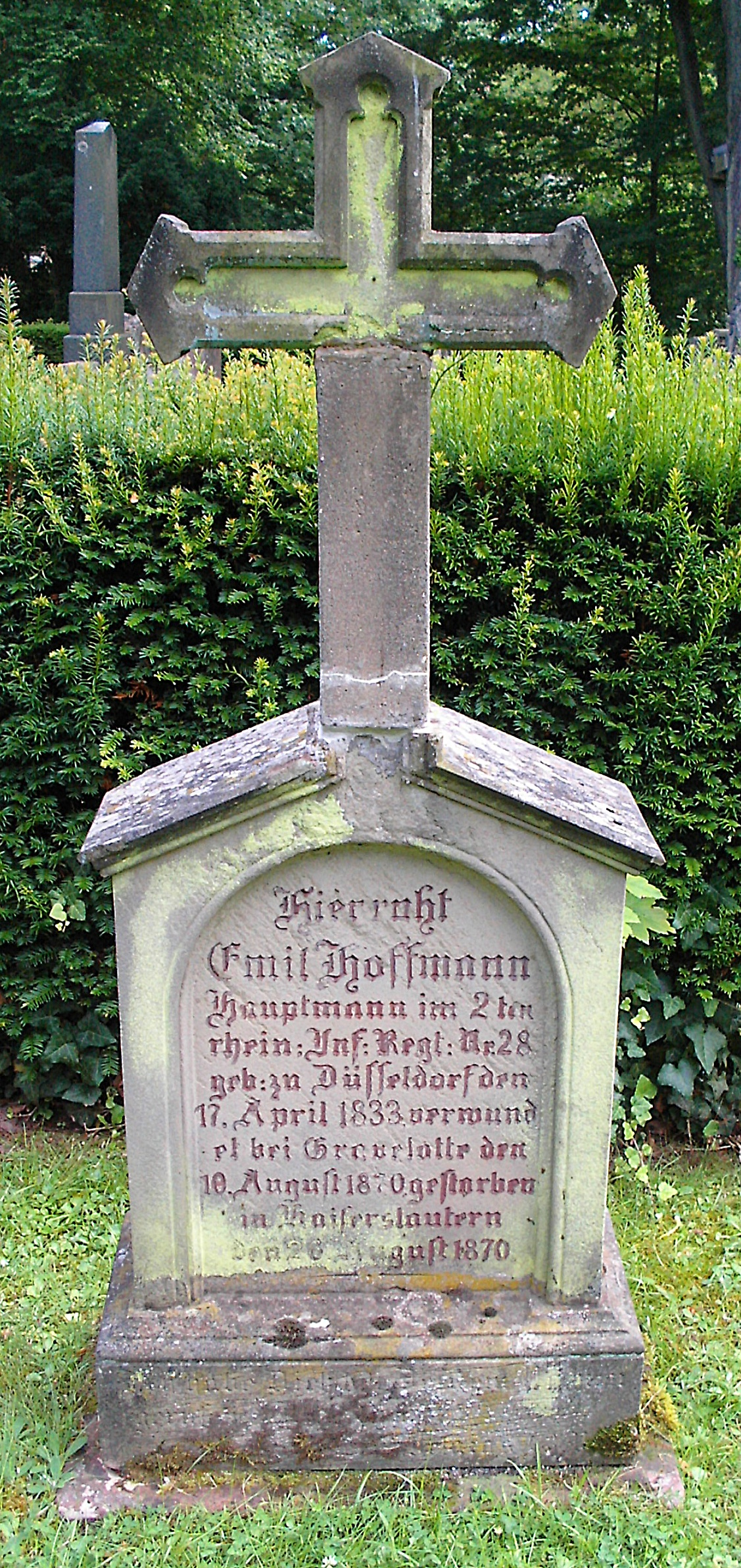
Grab des Hauptmanns des Infanterie-Regiments Nr. 28 Emil Hoffmann der 1870 in der Schlacht bei Gravelotte tödlich verwundet wurde; Hauptfriedhof Kaiserslautern

### Deutscher Krieg
Während des Krieges gegen Österreich 1866 nahm das Regiment im Verbund mit der 15. Division bei der Elbarmee an den Kämpfen bei Hühnerwasser, Münchengrätz, Königgrätz und Jakobau teil.

### Deutsch-Französischer Krieg
Innerhalb der 15. Infanterie-Division im VIII. Armee-Korps Schlacht bei Gravelotte, Gefecht bei Bertaucourt les Thennes, Schlachten bei Amiens und an der Hallue, Gefecht bei Tertry-Pœuilly, Schlacht bei Saint-Quentin und Einschließung von Metz.

### Erster Weltkrieg
Mit Ausbruch des Ersten Weltkriegs machte das Regiment als Teil der 30. Infanterie-Brigade der 16. Division mobil. Während des gesamten Krieges war der Verband immer wieder an den Brennpunkten an der West- und Ostfront eingesetzt. Dies erklärt auch die hohe Verlustzahl von 308 Offizieren und 10.086 Unteroffizieren und Mannschaften des Regiments und seiner Feldformationen.

#### 1914
- 22. bis 23. August – Schlacht bei Neufchâteau
- 24. bis 29. August – Schlacht an der Maas/Donchery
- 30. August bis 5. September – Verfolgungskämpfe von der Maas zur Marne
- 06. bis 12. September – Schlacht an der Marne
- 30. September bis 19. Dezember – Stellungskämpfe in der Champagne bei Souain
- 20. bis 30. Dezember – Schlacht bei Souain
- ab 31. Dezember – Stellungskämpfe in der Champagne

#### 1915
- bis 7. Januar – Stellungskämpfe in der Champagne
- 08. bis 13. Januar – Schlacht bei Perthes-lès-Hurlus und Beausejour
- 14. bis 31. Januar – Stellungskämpfe in der Champagne
- 01. bis 5. Februar – 2. Schlacht bei Perthes-lès-Hurlus und Massiges
- 06. bis 15. Februar – Stellungskämpfe in der Champagne
- 16. bis 19. Februar – 3. Schlacht bei Perthes-lès-Hurlus
- 20. Februar bis 20. März – Winterschlacht in der Champagne
- 21. bis 31. März – Stellungskämpfe in der Champagne
- 13. Mai bis 19. Juni – Schlacht bei La Bassée im Bereich Neuville-St. Vaast–Arras
- ab 30. Juni – Kämpfe an der Aisne bei Nouvron-Vingré

#### 1916
- bis 28. Juli – Kämpfe an der Aisne bei Nouvron-Vingré
- 29. Juli bis 25. August – Schlacht an der Somme bei Thiepval
- 26. August bis 3. Oktober – Stellungskämpfe an der Aisne (Laffaux-Ecke)
- 04. bis 30. Oktober – Kämpfe an der Somme bei Sailly
- 31. Oktober bis 19. November – Kämpfe an der Aisne
- ab 25. November – Stellungskämpfe am oberen Styr und Stochod/Wolhynien

#### 1917
- bis 19. Mai – Stellungskämpfe am oberen Styr und Stochod/Wolhynien
- 25. Juni bis 21. Juli – Kampf um den Wytschaete-Bogen/Westflandern
- 22. Juli bis 3. September – Sommerschlacht in Flandern
- 04. bis 30. September – Grenzschutz an der belgisch-holländischen Grenze
- 04. bis 15. Oktober – Kämpfe in Flandern bei Langemark-Poelkapelle
- ab 21. November 1917 – Kämpfe in Flandern bei Passchendaele

#### 1918
- bis 18. Januar – Kämpfe in Flandern bei Passchendaele
- 19. Februar bis 4. April – Kämpfe in Flandern
- 09. bis 18. April – Schlacht bei Armentières
- 19. April bis 2. Mai – Stellungskämpfe in Französisch-Flandern
- 14. Mai bis 6. Juli – Stellungskämpfe in Französisch-Flandern
- 14. Juli bis 4. August – Stellungskämpfe in Französisch-Flandern
- 05. bis 18. August – Kämpfe bei Ypern und La Bassée
- 27. August bis 1. September – Schlacht bei Monchy und Bapaume
- 07. September bis 11. November – Abwehrkämpfe in der Antwerpen-Maas-Stellung

### Verbleib
Nach Kriegsende kehrten die Reste des Regiments in die Heimat zurück, wo sie ab 12. Dezember 1918 in Quakenbrück demobilisiert wurden.
Aus Teilen stellte man eine Sicherheits-Kompanie auf, die dann zum Freiwilligen-Bataillon Rheinland übertrat. Dieses bildete im Juni 1919 die überplanmäßige Reichswehr-Abteilung Rheinland, die zum 1. Oktober 1919 als III. Bataillon des Reichswehr-Infanterie-Regiments 19 in die Vorläufige Reichswehr aufgenommen wurde.
Die Tradition übernahm in der Reichswehr durch Erlass des Chefs der Heeresleitung General der Infanterie Hans von Seeckt vom 24. August 1921 die 3. Kompanie des 16. Infanterie-Regiments in Bremen.

## Regimentschef
| Dienstgrad             | Name                                    | Datum                                 |
| ---------------------- | --------------------------------------- | ------------------------------------- |
| Feldmarschall          | Arthur Wellesley, 1. Duke of Wellington | 18. April 1826 bis 14. September 1852 |
| General der Infanterie | Eduard von Bonin                        | 20. September 1861 bis 13. März 1865  |
| General der Infanterie | August Karl von Goeben                  | 16. Juni 1871 bis 13. November 1880   |
| Feldmarschall          | George, 2. Duke of Cambridge            | 02. August 1889 bis 17. März 1904     |

## Kommandeure
| Dienstgrad             | Name                                | Datum                                                           |
| ---------------------- | ----------------------------------- | --------------------------------------------------------------- |
| Major                  | Ludwig von Quadt von Hüchtenbruck   | 31. März bis 9. Oktober 1815                                    |
| Oberstleutnant         | Alexander von Ledebur               | 10. Oktober bis 11. Dezember 1815                               |
| Oberstleutnant/ Oberst | Ludwig von Quadt-Hüchtenbruck       | 12. Dezember 1815 bis 29. März 1832                             |
| Oberstleutnant         | Werner von Below                    | 30. März 1832 bis 19. Februar 1833 (mit der Führung beauftragt) |
| Oberstleutnant/ Oberst | Werner von Below                    | 20. Februar 1833 bis 9. Mai 1837                                |
| Oberst                 | Franz Wilhelm von Barfus-Falkenburg | 18. August 1837 bis 18. Mai 1838 (mit der Führung beauftragt)   |
| Oberst                 | Franz Wilhelm von Barfus-Falkenburg | 19. Mai 1838 bis 6. April 1842                                  |
| Oberst                 | Leopold Otto von Niesewand          | 07. April 1842 bis 26. März 1847                                |
| Oberst                 | Johann Berger                       | 27. März 1847 bis 28. Mai 1849                                  |
| Major                  | Theodor von Lüttichau               | 29. Mai bis 1. Juni 1849 (mit der Führung beauftragt)           |
| Oberstleutnant         | Leopold von Bessel                  | 02. Juni 1849 bis 23. Oktober 1850                              |
| Oberstleutnant/ Oberst | Gottfried von Boenigk               | 24. Oktober 1850 bis 1. April 1855                              |
| Oberst                 | Richard von Fircks                  | 10. Mai 1855 bis 7. Mai 1856                                    |
| Oberst                 | Heinrich Adolf von Zastrow          | 08. Mai 1858 bis 13. August 1856                                |
| Oberstleutnant/ Oberst | Heinrich Erdmann Ludwig von Winning | 14. August 1856 bis 19. Januar 1859                             |
| Oberstleutnant/ Oberst | Rudolf von Schlegel                 | 20. Januar 1859 bis 28. Januar 1863                             |
| Oberstleutnant/ Oberst | Friedrich von Gerstein-Hohenstein   | 29. Januar 1863 bis 14. Juli 1866                               |
| Oberst                 | Hermann von Kontzki                 | 15. Juli 1866 bis 17. Juli 1870                                 |
| Oberstleutnant/ Oberst | Heinrich von Rosenzweig             | 18. Juli 1870 bis 14. September 1874                            |
| Oberst                 | Karl von Wittich                    | 15. September 1874 bis 17. Januar 1881                          |
| Oberst                 | Gneomar Natzmer                     | 18. Januar 1881 bis 14. April 1886                              |
| Oberst                 | Paul von Heimburg                   | 15. April 1886 bis 15. Februar 1889                             |
| Oberstleutnant         | Leo von Schleinitz                  | 16. Februar bis 21. März 1889 (mit der Führung beauftragt)      |
| Oberst                 | Leo von Schleinitz                  | 22. März 1889 bis 28. März 1892                                 |
| würt. Oberst           | Hermann von Bilfinger               | 29. März 1892 bis 17. Juni 1893                                 |
| Oberst                 | Wilhelm von Menges                  | 17. Juni 1893 bis 21. März 1897                                 |
| Oberst                 | Albert Thiele                       | 22. März 1897 bis 21. Mai 1899                                  |
| Oberst                 | Edmund von Falkenstein              | 22. Mai 1899 bis 16. Februar 1903                               |
| Oberst                 | Arthur von Tilly                    | 17. Februar 1903 bis 13. April 1907                             |
| Oberst                 | Richard von Loeben                  | 14. April 1907 bis 22. März 1910                                |
| Oberst                 | Paul von Liebeskind                 | 23. März 1910 bis 21. März 1913                                 |
| Oberst                 | Hans von Oppen                      | 22. März 1913 bis 25. August 1914 (gefallen bei Donchery)       |
| Oberstleutnant         | Theodor Pennrich                    | 26. August 1914 bis 20. Januar 1915                             |
| Oberstleutnant         | Hermann Kirchner                    | 21. Januar bis 3. Mai 1915                                      |
| Oberstleutnant         | Max Transfeldt                      | 04. Mai bis 29. Juli 1915                                       |
| Oberstleutnant         | Georg von Wodtke                    | 30. Juli 1915 bis 20. September 1916                            |
| Oberstleutnant         | Hans von Oidtmann                   | 21. September 1916 bis 29. Juni 1918                            |
| Oberstleutnant         | Theodor von Selle                   | 30. Juni bis 11. Juli 1918 (mit der Führung beauftragt)         |
| Oberstleutnant         | Hans von Oidtmann                   | 12. Juli 1918 bis 30. September 1919                            |

## Denkmal und Gedenkplatte

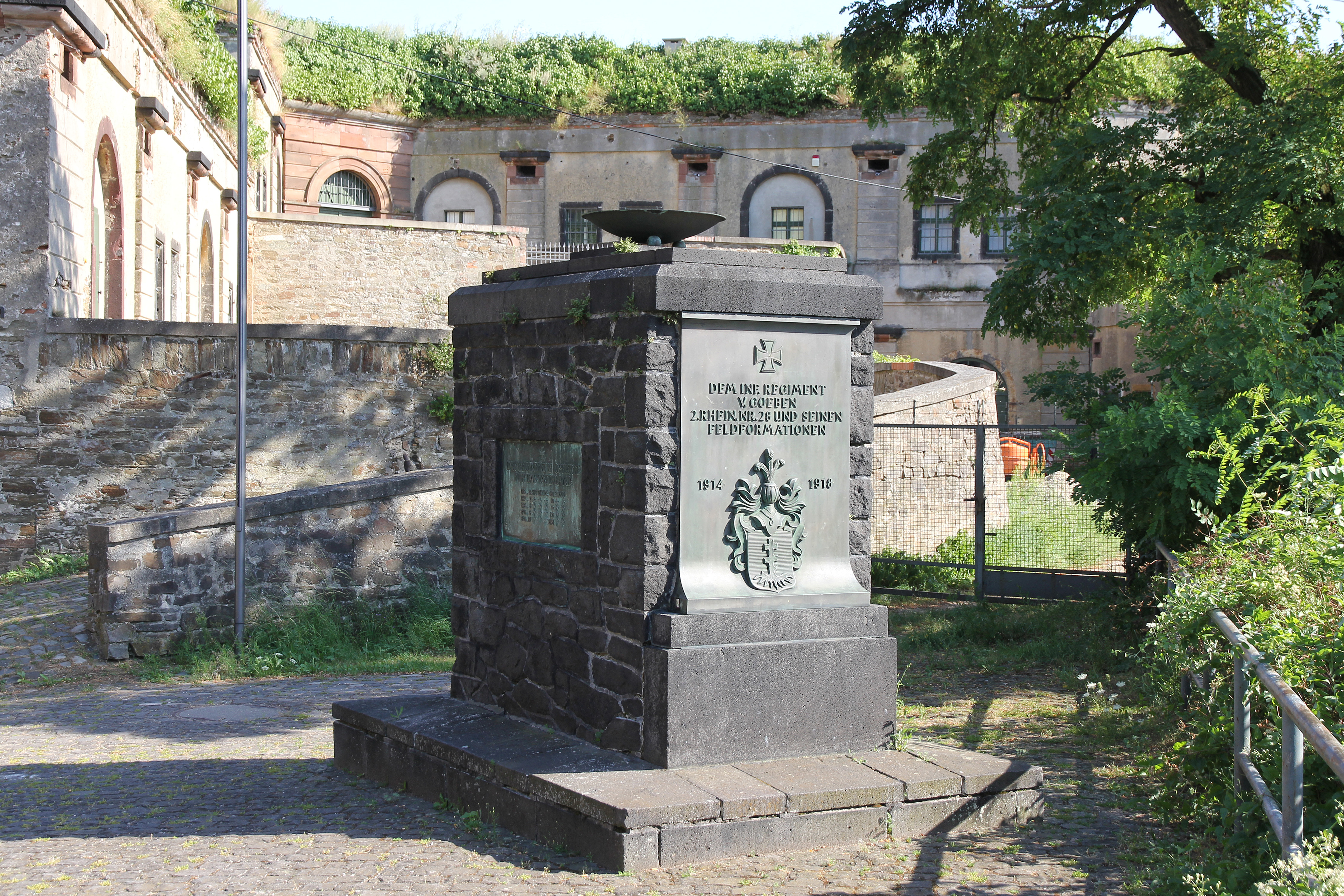
Das Regiments-Kriegerdenkmal der 28er auf dem Helfenstein in Koblenz

Auf dem Helfenstein, dem südlich vor dem Ober-Ehrenbreitstein gelegenen Werk der Festung Ehrenbreitstein in Koblenz, steht seit 1930 ein Denkmal für die gefallenen Soldaten des Regiments. Das Denkmal wurde 1930, 50 Jahre nach dem Tod des preußischen Generals August Karl von Goeben, errichtet. Ursprünglich stand auf dem heute noch erhaltenen Sockel ein Handgranatenwerfer. Nach der Ablösung der US-Truppen durch französische Besatzungssoldaten wurde der Infanterist im Zuge einer Denkmalsbereinigung demontiert; der Sockel wurde bei dieser Gelegenheit stark beschädigt. Eine Reliefplatte (eine Mutter, die ihren gefallenen Sohn beweint) sowie eine Inschrifttafel mit der Verlustliste des Regiments, die in der Neusser Gießerei Preuss & Alf entstanden waren, blieben erhalten. 1960 fügten Soldaten des damals in Koblenz stationierten Panzergrenadierbataillons 142 die Reste des zerschlagenen Sockels zu einem neuen Gedenkstein in schlichter Form zusammen und setzten eine Flammenschale auf den Sockel. Die alten Platten sowie eine neue Wappentafel wurden in den Gedenkstein eingefügt.
Auf dem Koblenzer Hauptfriedhof erinnert in der Ehrenhalle des Ehrenhains für die Gefallenen des Ersten Weltkriegs eine Platte an die Gefallenen des Regiments.